# Sadonsk
Sadonsk (russisch Задонск) ist eine Stadt in der Oblast Lipezk (Russland) mit 9698 Einwohnern (Stand 14. Oktober 2010).

## Geografie
Die Stadt liegt auf der Mittelrussischen Platte etwa 90 km südwestlich der Oblasthauptstadt Lipezk am linken Ufer des Don, bei der Einmündung des Flüsschens Teschewka.
Sadonsk ist Verwaltungszentrum des gleichnamigen Rajons.

## Geschichte

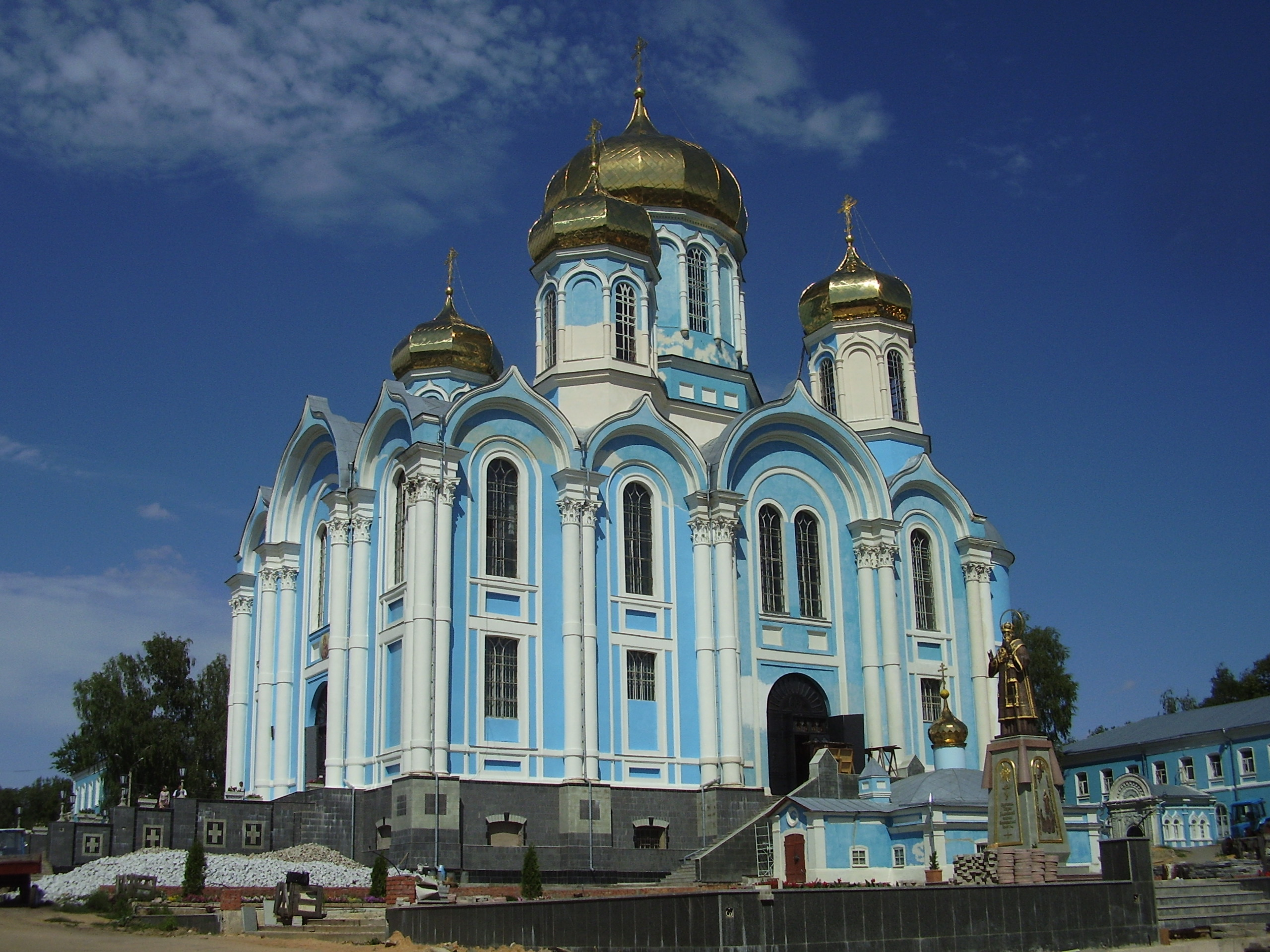
Wladimir-Kathedrale in Sadonsk

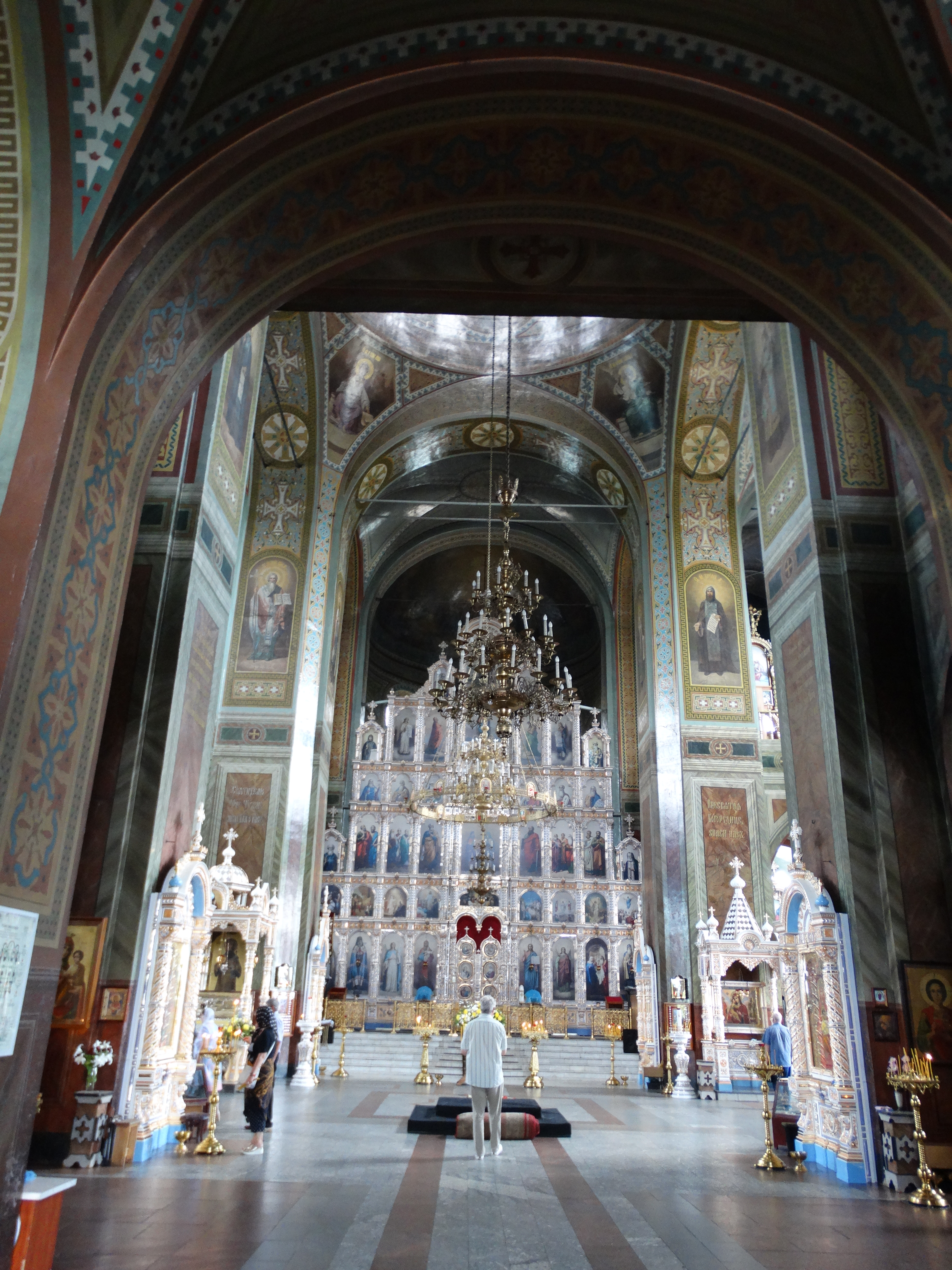
In der Kathedrale

An Stelle der heutigen Stadt entstand am Anfang des 17. Jahrhunderts das Dorf Teschewka, welches 1615 erstmals urkundlich erwähnt wurde. 1610 war unweit von dem Mönchen Kirill und Gerassim das Kloster der Ikone der Gottesmutter von Wladimir, kurz Muttergottes-Kloster gegründet worden, welchem das Dorf in Folge gehörte.
1765 fielen unter der Zarin Katharina der Großen die Ländereien des Klosters und damit das Dorf Teschewka an den Staat. Am 25. September 1779 erhielt der Ort das Stadtrecht als Verwaltungszentrum eines Kreises (Ujesds) unter dem heutigen Namen (von russisch sa Donom, für hinter dem Don). 1782 wurde ein Generalbebauungsplan für die Stadt bestätigt.
Von 1769 bis zu seinem Tod 1783 lebte der vormalige Woronescher Bischof Tichon (weltlicher Name Timofei Sokolowski) im Sadonsker Kloster. Als einer der einflussreichsten religiösen Gelehrten des 18. Jahrhunderts wurde er 1861 von der Russisch-Orthodoxen Kirche als Tichon von Sadonsk heiliggesprochen, worauf sich das Kloster mit den Tichon-Reliquien zu einem bedeutenden Wallfahrtsort entwickelte.
In den 1920er Jahren wurde das Kloster von den sowjetischen Behörden geschlossen. 1990 erfolgte die Rückgabe des Klosters an die Kirche und die Wladimir-Kathedrale wurde neu geweiht.

### Bevölkerungsentwicklung
| Jahr | Einwohner |
| ---- | --------- |
| 1897 | 7.507     |
| 1926 | 5.100     |
| 1939 | 6.904     |
| 1959 | 8.120     |
| 1970 | 9.246     |
| 1979 | 10.331    |
| 1989 | 11.186    |
| 2002 | 10.473    |
| 2010 | 9.698     |

Anmerkung: Volkszählungsdaten (1926 gerundet)

## Kultur und Sehenswürdigkeiten

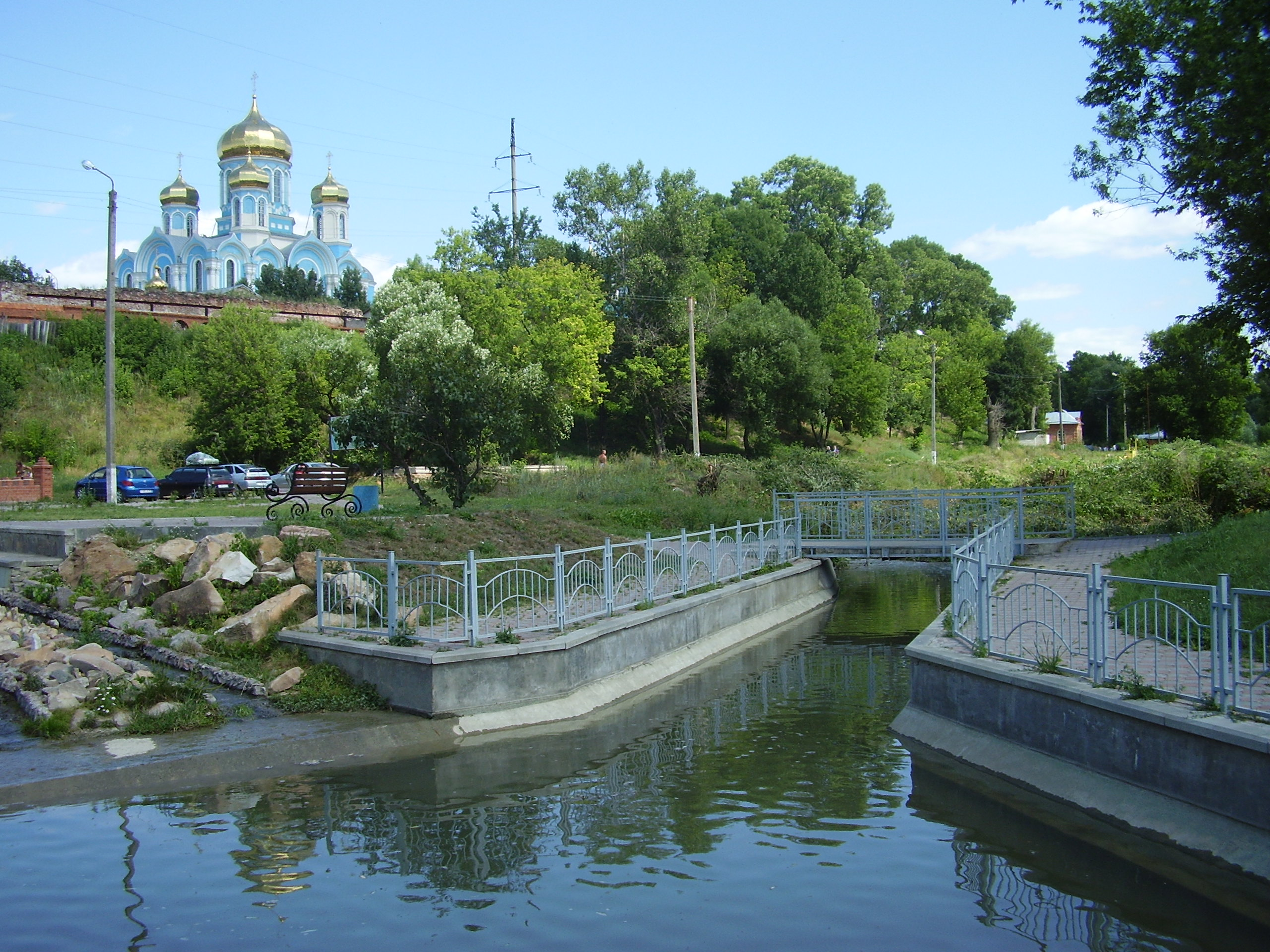
Das Flüsschen Teschewka, im Hintergrund das Kloster

In Sadonsk sind das Bauensemble des Muttergottes-Klosters (Богородицкий монастырь/Bogorodizki monastyr) mit der Wladimir-Kathedrale (Владимирский собор/Wladimirski sobor) von 1845 bis 1853 (Architekt Konstantin Thon) und weiteren Kirchen erhalten, zudem außerhalb des Klosters die Mariä-Himmelfahrts-Kirche (Успенская церковь/Uspenskaja zerkow) von 1800 sowie eine Reihe von Profanbauten aus dem 19. Jahrhundert.
Die Stadt besitzt ein Heimatmuseum im früheren Haus des Apothekers Ulrich vom Anfang des 19. Jahrhunderts.
Im Dorf Kaschary des Rajons Sadonsk steht die Mitrofan-von-Woronesch-Kirche (церковь Митрофания Воронежского/zerkow Mitrofanija Woroneschskogo) mit dem zugehörigen Automon-Glockenturm (колокольня Автомона/kolokolnja Awtomona) von 1823. Im Dorf Skornjakowo liegt der ehemalige Landsitz des Generals und Helden des Krimkriegs Nikolai Murawjow-Karski, welcher dort 1866 verstarb. Im Dorf Repez befindet sich ein Gutsparkensemble.

## Wirtschaft und Infrastruktur
In Sadonsk gibt es Betriebe der Lebensmittelindustrie.
Die nächstgelegene Eisenbahnstation ist Ulussarka an der Strecke (Moskau–) Jelez–Waluiki 25 Kilometer nordwestlich. Die Fernstraße M4 Moskau–Woronesch–Rostow am Don–Noworossijsk umgeht Sadonsk südlich.